# Topolino e Orazio nel castello incantato
Topolino e Orazio nel castello incantato (Blaggard Castle) è una storia a fumetti della Disney pubblicata tra il 12 novembre 1932 e il 10 febbraio 1933. La serie espande la trama del cortometraggio coevo Topolino e lo scienziato pazzo.

## Trama
All'inizio della storia Topolino riceve una lettera da tre professori, tali Acca, Kappa e Zeta (Ecks, Doublex e Triplex, nella versione originale), che gli chiedono di recarsi nel loro castello per testare una macchina utile ai fini della scienza. Nonostante il disappunto di Orazio, che lo invita esplicitamente a non raggiungere il posto, Topolino decide di recarsi dai tre professori, portando con sé lo stesso amico.
Arrivati alla porta principale, i due vengono catapultati all'interno della magione tramite una botola che si apre improvvisamente sotto i loro piedi. Rinchiusi nel castello, Topolino e Orazio si ritrovano a vagare senza meta attraverso cunicoli labirintici, mentre busti e dipinti parlano loro.
Orazio viene poi catturato tramite una trappola da due dei tre professori, che gli svelano il loro piano diabolico: l'invenzione di un'arma capace di sparare un raggio che ipnotizza la gente, e con cui i tre hanno intenzione di conquistare il mondo. Quest'arma non è ancora stata testata, per cui Orazio fungerà da cavia per i due scienziati.
Orazio viene così iptonizzato e liberato dai due, in modo da accertarsi che risponda ai loro ordini.
Nel frattempo Minni, venuta a conoscenza della lettera, si reca nel castello insieme a Clarabella. 
I due scienziati decidono di liberare Orazio dall'ipnosi, per accertarsi che la loro potente arma funzioni anche a distanza.
Topolino intanto intuisce che il raggio non funziona con il peltro, quindi decide di forgiare un elmo da una pentola di peltro trovata nel castello. I professori ipnotizzano nuovamente Orazio a distanza, ma Topolino, con l'elmo in testa, riesce a salvarsi. I due scienziati non sanno come interpretare l'accaduto, e decidono di interrogare il professor Triplex. 
Topolino, dopo essere riuscito a passare un pozzo di alligatori, raggiunge il laboratorio degli scienziati, ipnotizzandoli. Nel frattempo libera Orazio dall'incantesimo. 
I professori decidono dunque di far saltare il castello in aria, con la macchina al suo interno. Ma poco dopo essere usciti Topolino scopre che nel castello ci sono Minni e Clarabella, le quali comunque riescono a salvarsi in tempo.
La storia termina con Topolino che racconta Minni e Clarabella di aver fatto dimenticare ai professori del raggio ipnotico, e di averli messi al lavoro in un laboratorio per il bene dell'umanità.

## Analisi
Floyd Gottfredson mostra, in questa storia, un Topolino molto più maturo rispetto alle strisce precedenti, il quale riesce qui a sventare, tramite la propria razionalità (e dunque abbandonando quell'impulsività che lo aveva caratterizzato nelle storie precedenti), un pericolo di scala mondiale.
Ancora una volta Gottfredson mostra il proprio interesse per la tecnologia: Acca e Kappa si servono di un visore che permette loro di spiare Topolino e Orazio ovunque (o quasi) essi si muovano. Il congegno in questione è ispirato al televisore del quale proprio in quegli anni cominciavano ad affacciarsi i primi prototipi. Allo stesso modo, sono sempre i professori a far parlare quadri, busti e modelli di armature, per spaventare i due avventurieri. 
Il tema dei professori matti è tipico della letteratura di inizio novecento, e viene anche trattato in un corto Disney del 1933, Topolino e lo scienziato pazzo, dove però Topolino agisce indipendentemente, senza la propria spalla.

## Ricezione
Sebbene la storia non sia stata soggetta a censure, la sequenza del pozzo di alligatori era stata inizialmente bollata dalla King Features Syndicate come troppo forte per donne e bambini.